# Ensemble microcanonique
En physique statistique, l'ensemble microcanonique est un ensemble statistique, constitué des répliques fictives d'un système réel pouvant être considéré comme isolé, par suite dont l'énergie (E), le volume (V) et le nombre de particules (N) sont fixés. Cet ensemble statistique a une importance particulière, car c'est à partir de celui-ci que le postulat de la physique statistique est défini. Cet ensemble permet aussi de déterminer les ensembles canonique et grand-canonique, à l'aide d'échanges d'énergie et/ou de particules avec un réservoir.
Le terme d'ensemble microcanonique a été introduit par Gibbs dans son traité fondateur de la mécanique statistique. Toutefois Boltzmann avait déjà considéré une telle situation, qu'il avait nommé ergode dans un article de 1884,.

## Définitions et propriétés générales

### Paramètres extérieurs et variables internes
En physique statistique, la description macroscopique d'un système va faire appel à un certain nombre de grandeurs macroscopiques, telles que l'énergie, la température, le volume, la pression, le nombre de particules, etc. Pour un système donné, certaines de ces grandeurs peuvent être fixées, à une incertitude près: dans ce cas il s'agit de paramètres extérieurs (ou contraintes) imposés au système. A contrario, certaines grandeurs thermodynamiques seront libres de fluctuer selon les contraintes imposées au système: une telle grandeur est appelée variable interne.
Par exemple, dans le cas d'un gaz contenu dans un récipient pouvant être considérée comme indéformable, le volume total V est un paramètre extérieur. La pression de ce gaz pourra varier au sein de ce récipient, par exemple en fonction de sa température, et sera donc une variable interne. Il est aussi possible de considérer le cas d'un gaz dans un récipient déformable, par exemple muni d'un piston étanche : dans ce cas la pression pourra être un paramètre extérieur, alors que le volume, libre de fluctuer selon les contraintes imposées, deviendra une variable interne.

### La situation microcanonique
Dans le cas microcanonique, le système, supposé constitué d'objets microscopiques identiques, pouvant être des atomes, des molécules, etc., est considéré comme isolé, c'est-à-dire qu'il ne peut pas échanger de masse ou d'énergie avec l'extérieur. Il en résulte que les valeurs de son énergie totale E, de son volume V ainsi que du nombre de particules N qu'il contient sont fixées.
L'ensemble statistique constitué des répliques fictives d'un système réel dont l'énergie E, le volume V et le nombre particules N sont fixées est appelé par définition ensemble microcanonique. Bien entendu, il s'agit d'une situation idéalisée, qui n'est pas exactement réalisable en pratique. Toutefois, cet ensemble est important sur le plan théorique car il permet d'énoncer le postulat fondamental de la physique statistique, et également de servir de base pour établir la distribution statistique des états internes à l'équilibre dans les cas canonique et grand-canonique, qui correspondent à des situations plus "réalistes" en pratique.
Remarque: la situation envisagée est ici celle d'un volume fixé d'un corps pur, sans échange d'énergie avec l'extérieur, donc thermiquement isolé. Il est bien sûr possible d'étendre le raisonnement à d'autres situations, par exemple pour un système ayant des propriétés électriques ou magnétiques, la polarisation {\displaystyle {\vec {P}}} ou l'aimantation {\displaystyle {\vec {M}}} pourront être fixées en même temps que son énergie, son volume et nombre de particules totaux.

### États accessibles du système - Postulat fondamental
Au niveau microscopique, la donnée des paramètres microscopiques de chacune des particules constituant le système correspond à un "micro-état" (ou état interne) de celui-ci. Par exemple, pour un gaz parfait, un micro-état sera spécifié par la donnée de l'ensemble des positions, vitesses, énergies, masses... de toutes les particules.
Pour des valeurs fixes de E, V et N, le système considéré va en revanche évoluer à l’équilibre vers un "macro-état" donné où, outre les paramètres extérieurs fixés, les variables internes telles que sa température, sa pression, etc. auront également des valeurs fixées, aux fluctuations microscopiques près. À un tel macro-état du système correspond un (très grand) nombre de micro-états, les différentes particules passant continuellement d'un micro-état à l'autre, y compris à l'équilibre.
L'existence de contraintes extérieures limite en principe le nombre de micro-états dans lesquels le système peut se trouver à l'équilibre thermodynamique. L'ensemble de ces micro-états, compatibles avec les contraintes extérieures du système, constitue les états accessibles de celui-ci, dont le nombre est noté Ω (notation introduite par Boltzmann).
Il est important de souligner que pour un système macroscopique Ω est toujours fantastiquement grand, de l'ordre de grandeur minimum de la constante d'Avogadro, voire souvent beaucoup plus. En effet, pour une valeur de l'énergie totale du système il existe de très nombreuses possibilités de répartition de l'énergie au sein de ses différents micro-états, dès lors que le nombre de particules est suffisamment grand
Par ailleurs, la question des incertitudes sur les valeurs des paramètres extérieurs que sont l'énergie, le volume et le nombre de particules, n'est pas seulement d'ordre pratique, mais est en réalité très importante pour la cohérence interne de la théorie.
En effet, au niveau microscopique, et donc pour un micro-état donné, il convient d'avoir recours à la mécanique quantique, et donc de tenir compte de la quantification des états d'énergie des différentes particules. Or si la valeur de l'énergie totale était exactement fixée à une valeur E, il est très improbable que lors du passage d'un micro-état à un autre la somme des énergies microscopiques des différentes particules du système redonne exactement cette valeur E, ce qui conduirait à des variations arbitraires du nombre d'états accessibles avec la valeur de E.
En revanche s'il est tenu compte de l'incertitude δE sur la valeur de l'énergie totale E (et δV sur le volume total, δN sur le nombre de particules), avec δE faible devant E mais très grand devant l'espacement moyen entre les niveaux d'énergie microscopiques, cette difficulté disparaît.
Ceci étant précisé, il est clair qu'à un macro-état donné du système, il va correspondre une distribution statistique de ses Ω états accessibles. Dans le cas d'un système isolé, le postulat de la physique statistique précise pour un système isolé (E, V, N fixés) :
c'est-à-dire les {\displaystyle \Omega } états du système sont également probables.
Si {\displaystyle p_{i}} désigne la probabilité associée à chaque micro-état i, ce postulat implique alors que pour tout micro-état accessible du système à l'équilibre:
{\displaystyle p_{i}={\frac {1}{\Omega }}}
Il peut sembler étrange que tous les états accessibles aient la même probabilité pour un système isolé. Ainsi, pour un gaz contenu dans une enceinte rigide, thermiquement isolée, et étanche, il paraît impossible que toutes les molécules du gaz puissent se trouver dans une seule moitié du récipient, quand bien même l'énergie totale resterait égale à E. De fait, le principe fondamental de la physique statistique prévoit que cette configuration est aussi probable que chacune de celles où les molécules sont réparties sur tout le volume de l'enceinte. Toutefois, le nombre total de ces dernières est bien supérieur à la configuration précédente, aussi la probabilité que cette configuration soit effectivement réalisée est excessivement faible.

## Entropie microcanonique

### Expression
Dans l'ensemble microcanonique, l'entropie statistique a été définie par Boltzmann par la relation :
{\displaystyle {S=k_{B}\cdot \ln(\Omega )}} 

où {\displaystyle k_{B}=1{,}381\times 10^{-23}{\rm {J\;K^{-1}}}} s'appelle la constante de Boltzmann.
Cette relation peut être obtenue à partir de l'expression générale de l'entropie statistique d'un système quelconque pour laquelle la distribution des états accessibles à l'équilibre est donnée par {\displaystyle p_{i}}:
{\displaystyle S=-k_{B}\sum _{i}{p_{i}\ln p_{i}}},
la sommation portant sur la totalité des états accessibles du système à l'équilibre. Or dans le cas microcanonique où pour tout micro-état i {\displaystyle p_{i}~={\frac {1}{\Omega }}}, il est facile de vérifier par substitution que l'on obtient bien l'expression précédente de l'entropie dite microcanonique.

### Maximisation de l'entropie à l'équilibre
Le postulat fondamental précédent pourrait bien sûr être discuté dans son principe. De fait, il revient à considérer que pour un système isolé à l'équilibre, aucun micro-état accessible n'est privilégié par rapport à un autre. Il s'agit d'une hypothèse à tout le moins raisonnable dans le cas d'un tel système: elle correspond de fait à l'information minimale que l'on peut avoir sur la distribution des états accessibles de celui-ci. En effet, il n'existe aucun moyen de savoir compte tenu des contraintes extérieures imposées au système, qu'un micro-état puisse être plus probable qu'un autre.
De fait, il est possible de façon équivalente au postulat précédent de considérer que pour un système isolé, celui-ci évolue spontanément vers un état d'équilibre tel que l'entropie est maximale, compte tenu des contraintes extérieures. Ceci permet en fait de retrouver la formulation classique du second principe de la thermodynamique pour un système isolé.
Il est alors possible de démontrer, en maximisant la valeur de l'entropie statistique sous la contrainte de normalisation de la distribution de probabilité, par exemple par la méthode des multiplicateurs de Lagrange, que la seule distribution de probabilité rendant l'entropie maximale est celle donnée précédemment.

## Grandeurs thermodynamiques microcanoniques
Dans la situation microcanonique il est possible de définir diverses grandeurs thermodynamiques comme la température, la pression et le potentiel chimique du système considéré, qui traduisent en fait les conditions d'équilibre respectivement thermique, mécanique et chimique du système.
Il convient de préciser que cette notion d'équilibre peut se définir de deux façons. Un système peut être considéré comme ayant atteint l'équilibre si:
- la distribution de probabilité de ses micro-états accessibles est indépendante du temps;
- ou, de façon équivalente, si tous ses sous-systèmes sont en équilibre mutuel[6], i.e. il n'y a pas d'échange net d'énergie (équilibre thermique), de volume (équilibre mécanique) ou de particules (équilibre chimique) entre eux.

Par "sous-système" il est entendu une partie du système considérée, de dimensions et / ou de nombre de particules petits devant celles du système, mais qui peut encore être considérée comme macroscopique,. Ainsi par exemple, si le système est constitué d'un litre d'air dans les conditions ordinaires, des sous-systèmes d'un volume de 10 μm3, soit 1 pL, bien que semblant de très petites dimensions à l'échelle de l'observateur, satisferont encore largement à ces conditions.
C'est cette seconde définition de l'équilibre d'un système qui est intéressante afin de définir les différentes grandeurs thermodynamiques de celui-ci.

### Hypothèse de faible couplage
Soit un système constitué de la réunion de deux sous-systèmes isolés (1) et (2), dont les énergies sont données par {\displaystyle E_{1}} et {\displaystyle E_{2}}. Comme les deux sous-systèmes sont supposés isolés l'un de l'autre, l'énergie du système global est simplement la somme des énergies des deux sous-systèmes: {\displaystyle E=E_{1}+E_{2}} (il en est de même pour le volume ou le nombre de particules globaux).
De même le nombre d'état accessibles du système global d'énergie E, de volume V et de nombre de particules N est donné par {\displaystyle \Omega (E,V,N)=\Omega _{1}(E_{1},V_{1},N_{1})\Omega _{2}(E_{2},V_{2},N_{2})}, ce qui traduit l'indépendance statistique entre les micro-états des deux sous-systèmes, évidente du fait de l'absence d'interaction entre eux.
Cette formule implique bien sûr que l'entropie du système global est égale à la somme des entropies des deux sous-systèmes: :{\displaystyle S(E,V,N)=S_{1}(E_{1},V_{1},N_{1})+S_{2}(E_{2},V_{2},N_{2})}.
Si maintenant les deux sous-systèmes sont mis en contact thermique l'un avec l'autre, c'est-à-dire qu'ils peuvent échanger de l'énergie par exemple via une paroi fixe, non poreuse, mais diatherme, il n'y a aucune raison que les relations précédentes restent valables. En effet, il faudrait normalement tenir compte des interactions entre les particules constituants les deux sous-systèmes, le hamiltonien global contenant désormais un terme d'interaction: {\displaystyle H=H_{1}+H_{2}+H_{12}}.
Ainsi, il ne sera normalement plus possible de définir séparément l'énergie de chacun des deux sous-systèmes, du fait de ces interactions: les énergies {\displaystyle E_{1}} et {\displaystyle E_{2}} sont désormais des variables internes, libres de fluctuer, seule leur somme {\displaystyle E=E_{1}+E_{2}} étant fixée à tout moment puisque le système global demeure isolé. De ce fait d'ailleurs, seule {\displaystyle E_{1}} peut être considérée comme une variable interne puisque {\displaystyle E_{2}=E-E_{1}} n'est pas indépendante de celle-ci.
Par suite, le nombre d'états accessibles du système n'a aucune raison d'être donné par le produit des états accessibles des deux sous-systèmes, qui ne sont pas statistiquement indépendants, et donc l'entropie n'est pas a priori additive.
Toutefois, pour la plupart des systèmes macroscopiques, il est possible de faire l'hypothèse du couplage faible, autrement dit {\displaystyle H_{12}\ll H_{1},H_{2}}. Il est possible de montrer que cette hypothèse est très bien vérifiée lorsque :
- les interactions entre les particules du système sont à courte portée ;
- le système est de taille macroscopique dans toutes ses dimensions, ce qui permet de négliger les effets de surface par rapport à ceux de volume ;
- enfin que les fluctuations soient trop petites en valeurs relatives pour être décelables.

Dans ces conditions, très largement vérifiées en pratique, l'énergie d'interaction entre les sous-systèmes est négligeable devant leurs énergies propres, et l'état statistique d'un sous-système n'est influencé que de façon également négligeable par l'autre: dans ce cas, il est possible de considérer avec une très grande approximation que les deux sous-systèmes demeurent statistiquement indépendants, et donc que leurs entropies demeurent additives.

### Équilibre thermique: température microcanonique
Pour simplifier le raisonnement, et considérer uniquement l'équilibre thermique, le système global est divisé en deux sous-systèmes pouvant uniquement échanger de l'énergie par transfert thermique mais ni volume ni particules.

#### Définition
Dans ce cas et du fait de l'additivité de l'entropie la condition d'équilibre thermique s'exprime sous la forme {\displaystyle \mathrm {d} S=\mathrm {d} S_{1}+\mathrm {d} S_{2}=0} avec {\displaystyle \mathrm {d} S_{1}=\left({\frac {\partial S_{1}}{\partial E_{1}}}\right)_{V_{1},N_{1}}\mathrm {d} E_{1}} et {\displaystyle \mathrm {d} S_{2}=\left({\frac {\partial S_{2}}{\partial E_{2}}}\right)_{V_{2},N_{2}}\mathrm {d} E_{2}}, or vu le caractère isolé du système global {\displaystyle \mathrm {d} E=\mathrm {d} E_{1}+\mathrm {d} E_{2}=0}, d'où {\displaystyle \mathrm {d} E_{2}=-\mathrm {d} E_{1}}, par suite la condition d'équilibre thermique au sein du système s'écrit:
{\displaystyle \left({\frac {\partial S_{1}}{\partial E_{1}}}\right)_{V_{1},N_{1}}=\left({\frac {\partial S_{2}}{\partial E_{2}}}\right)_{V_{2},N_{2}}},
cette relation étant valable pour tout sous-système, il est intéressant de définir une nouvelle grandeur, appelée température microcanonique:
{\displaystyle {\frac {1}{T^{*}}}=\left({\frac {\partial S}{\partial E}}\right)_{V,N}},
et la condition d'équilibre thermique au sein du système correspond à l'égalité des températures microcanoniques de deux sous-systèmes quelconques:
{\displaystyle T_{1}^{*}=T_{2}^{*}}.

#### Propriétés de la température microcanonique
L'entropie étant maximale à l'équilibre, il est clair que {\displaystyle \left({\frac {\partial ^{2}S}{\partial E^{2}}}\right)_{V,N}<0} ce qui implique que {\displaystyle {\frac {\partial T^{*}}{\partial E}}>0}, i.e. la température microcanonique est une fonction strictement croissante de l'énergie du système, ce qui correspond bien à la notion intuitive de température.
Maintenant, en revenant aux deux sous-systèmes, initialement à des températures microcanoniques différentes, il est possible de déterminer aisément le sens de l'échange de chaleur. En effet {\displaystyle T_{1}^{*}=T_{1}^{*}(E_{1})} est une fonction croissante de {\displaystyle E_{1}}, et {\displaystyle T_{2}^{*}=T_{2}^{*}(E_{2})=T_{2}^{*}(E-E_{1})} est donc une fonction strictement décroissante de {\displaystyle E_{1}}. Il est alors évident, afin que la condition d'équilibre d'égalité des températures soit vérifiée, que le sous-système initialement à la température microcanonique la plus haute, transfère de l'énergie à celui dont la température est la plus basse, la température microcanonique finale étant intermédiaire entre les deux températures initiales.
Par suite, les propriétés de la température microcanonique permettent de retrouver l'énoncé classique du second principe de la thermodynamique, qui indique que le transfert thermique se fait toujours spontanément du corps "chaud" (plus haute température) vers le corps "froid" (plus basse température).

### Équilibre mécanique: pression microcanonique
En considérant à présent que les deux sous-systèmes peuvent échanger de l'énergie et du volume (par exemple, ils sont en contact via une paroi mobile et diatherme), et procédant de même que précédemment il vient pour la condition d'équilibre thermique et mécanique:
{\displaystyle \mathrm {d} S_{1}=\left({\frac {\partial S_{1}}{\partial E_{1}}}\right)_{V_{1},N_{1}}\mathrm {d} E_{1}+\left({\frac {\partial S_{1}}{\partial V_{1}}}\right)_{E_{1},N_{1}}\mathrm {d} V_{1}=-\mathrm {d} S_{2}=\left({\frac {\partial S_{2}}{\partial E_{2}}}\right)_{V_{2},N_{2}}\mathrm {d} E_{1}+\left({\frac {\partial S_{2}}{\partial V_{2}}}\right)_{E_{2},N_{2}}\mathrm {d} V_{1}},
ce qui implique:
{\displaystyle \left(\left({\frac {\partial S_{1}}{\partial E_{1}}}\right)_{V_{1},N_{1}}-\left({\frac {\partial S_{2}}{\partial E_{2}}}\right)_{V_{2},N_{2}}\right)\mathrm {d} E_{1}+\left(\left({\frac {\partial S_{1}}{\partial V_{1}}}\right)_{E_{1},N_{1}}-\left({\frac {\partial S_{2}}{\partial V_{2}}}\right)_{E_{2},N_{2}}\right)\mathrm {d} V_{1}=0}.
Bien entendu cette égalité ne sera vérifiée en général que si les deux termes devant {\displaystyle \mathrm {d} E_{1}} et {\displaystyle \mathrm {d} V_{1}} sont simultanément nuls, soit:
{\displaystyle \left({\frac {\partial S_{1}}{\partial E_{1}}}\right)_{V_{1},N_{1}}=\left({\frac {\partial S_{2}}{\partial E_{2}}}\right)_{V_{2},N_{2}}}, qui correspond à l'égalité des températures microcanonique des deux sous-systèmes, {\displaystyle T_{1}^{*}=T_{2}^{*}=T^{*}},
et
{\displaystyle \left({\frac {\partial S_{1}}{\partial V_{1}}}\right)_{E_{1},N_{1}}=\left({\frac {\partial S_{2}}{\partial V_{2}}}\right)_{E_{2},N_{2}}},
il est alors possible de définir la pression microcanonique {\displaystyle p^{*}} par la relation:
{\displaystyle {\frac {p^{*}}{T^{*}}}=\left({\frac {\partial S}{\partial V}}\right)_{E,N}},
et la condition d'équilibre mécanique se réduit alors à celle de l'égalité des pressions microcanoniques des deux sous-systèmes: {\displaystyle p_{1}^{*}=p_{2}^{*}=p^{*}}.

### Équilibre chimique: potentiel chimique microcanonique
Un raisonnement rigoureusement analogue au précédent, cette fois-ci pour deux sous-systèmes pouvant échanger énergie et particules, conduit à définir le potentiel chimique microcanonique {\displaystyle \mu ^{*}} par la relation:
{\displaystyle {\frac {\mu ^{*}}{T^{*}}}=\left({\frac {\partial S}{\partial N}}\right)_{E,V}},
la condition d'équilibre chimique entre les deux sous-systèmes correspondant alors à l'égalité de leurs potentiels chimiques microcanoniques: {\displaystyle \mu _{1}^{*}=\mu _{2}^{*}=\mu ^{*}}.

## Distribution statistique d'une variable interne et fluctuations
Dans la situation microcanonique, les grandeurs physiques comme la température, la pression, etc. sont des variables internes, qui sont normalement libres de fluctuer dans un certain intervalle déterminé par les contraintes extérieures imposées au système (énergie, volume et nombre de particules). Il est intéressant de déterminer la forme générale de la distribution statistique d'une variable interne quelconque, notée X, lorsque est atteint l'équilibre macroscopique.

### Formule générale de distribution statistique d'une variable interne
Une variable interne X aura une valeur donnée égale à x pour un certain nombre d'états accessibles noté {\displaystyle \omega (E,N,V,X=x)}. Plus précisément {\displaystyle \omega (E,N,V,X=x)\mathrm {d} x} correspondra au nombre d'états accessibles pour lesquels la valeur de la variable interne sera {\displaystyle x\leq X\leq x+\mathrm {d} x}. Par suite la (densité de) probabilité pour cette variable interne ait une valeur comprise dans cet intervalle est donc:
{\displaystyle w^{*}(E,X=x)={\frac {\omega (E,N,V,X=x)}{\Omega (E,N,V)}}}.
Cette grandeur donne la distribution de probabilité de la variable interne X. Il est possible d'en donner une expression générale en considérant son logarithme:
{\displaystyle \ln w^{*}(E,X=x)=\ln {\omega (E,N,V,X=x)}-\ln {\Omega (E,N,V)}=\ln {\omega (E,N,V,X=x)}-{\frac {S}{k_{B}}}},
soit encore, en définissant l'entropie microcanonique partielle {\displaystyle s^{*}(E,N,V,X=x)} par {\displaystyle s(E,N,V,X=x)=k_{B}\ln \omega (E,N,V,X=x)}
{\displaystyle \ln w^{*}(E,X=x)={\frac {s^{*}(X=x)}{k_{B}}}-{\frac {S}{k_{B}}}}.
Finalement, l'entropie globale étant une constante, il vient pour l'expression de la densité de probabilité de distribution de la variable interne X:
{\displaystyle w^{*}(E,X=x)=C\mathrm {e} ^{\left({\frac {s^{*}(X=x)}{k_{B}}}\right)}}.
Comme l'entropie partielle est nécessairement positive, et que l'exponentielle est une fonction strictement croissante, il en résulte que la valeur la plus probable de la variable interne X, notée {\displaystyle x_{m}} est celle qui maximise {\displaystyle s^{*}(x)}, et est donc telle que:
{\displaystyle \left({\frac {\partial s^{*}}{\partial x}}\right)_{x=x_{m}}=0},
avec:
{\displaystyle \left({\frac {\partial ^{2}s^{*}}{\partial x^{2}}}\right)_{x=x_{m}}<0}.
En effectuant alors un développement limité à l'ordre 2 de {\displaystyle s^{*}(x)} au voisinage de cette valeur la plus probable {\displaystyle x=x_{m}}, il vient:
{\displaystyle s^{*}(x)\approx s^{*}(X=x_{m})+{\tfrac {1}{2}}\left({\frac {\partial ^{2}s^{*}}{\partial x^{2}}}\right)_{x=x_{m}}\left(x-x_{m}\right)^{2}+{\mathcal {O}}\left(x-x_{m})^{3}\right)}.
Par suite, la densité de probabilité de distribution de la variable interne X s'écrit:
{\displaystyle w^{*}(E,X=x)\approx w^{*}(E,X=x_{m})\mathrm {e} ^{\left(-{\frac {(x-x_{m})^{2}}{2\Delta ^{2}}}\right)}},
avec:
{\displaystyle {\frac {1}{\Delta ^{2}}}=-{\frac {1}{k_{B}}}\left({\frac {\partial ^{2}s^{*}}{\partial x^{2}}}\right)_{x=x_{m}}}.
Il est possible de montrer que pour un système macroscopique, cette expression de la distribution statistique de la variable interne X est valable avec une très grande approximation: cette distribution est une gaussienne très étroitement centrée autour de {\displaystyle X=x_{m}} et la valeur moyenne de X coïncide avec sa valeur la plus probable: {\displaystyle {\bar {x}}=x_{m}}.

### Interprétation physique
La formule précédente montre que dans la description microcanonique, pour un système macroscopique à l'équilibre, la distribution statistique d'une variable interne telle que la température, la pression... est une gaussienne très étroitement centrée sur sa valeur la plus probable, qui coïncide donc avec sa valeur moyenne. Les fluctuations relatives autour de cette valeur sont de l'ordre de {\displaystyle {\frac {x_{m}}{\Delta }}\sim {\tfrac {1}{\sqrt {N}}}}, et donc est totalement inappréciable pour un système macroscopique.
Par exemple, 1 mm3 (soit 1 μL) d'un gaz dans les conditions ordinaires de températures et de pression contient encore environ N = 1016 atomes ou molécules, et donc les fluctuations relatives d'une variable interne seront donc de l'ordre de 10−8, ce qui n'est pas mesurable.
Par suite, et en pratique, les variable internes d'un système décrit selon le formalisme microcanonique, telles que la température, la pression... auront à l'équilibre une valeur fixée, déterminées par les contraintes extérieures, les fluctuations autour de cette valeur étant totalement négligeables.

## Ensemble micro-canonique en physique quantique
Du point de vue de la mécanique quantique, la connaissance la plus complète que l'on puisse obtenir d'un système est la connaissance de sa fonction d'onde {\displaystyle \psi ~(r_{1},r_{2},\ldots ,r_{N})} qui est fonction des coordonnées de chacune des molécules du système. Cette fonction d'onde est solution de l'équation de Schrödinger que l'on peut écrire de manière condensée sous la forme 

 La connaissance de la composition N du système permet d'exprimer l'opérateur hamiltonien {\displaystyle H}, la connaissance de V précise les conditions aux limites auxquelles doit satisfaire {\displaystyle \psi }. Dans ce cas, la connaissance de l'énergie du système (E), valeur propre de l'équation, permet d'écrire la liste complète de toutes les fonctions propres {\displaystyle \psi }.
Le nombre total de solutions de l'équation de Schrödinger est noté {\displaystyle \Omega (E,V,N)}. Ce nombre représente mathématiquement la dimension vectorielle des solutions de l'équation de Schrödinger, et il dépend des variables qui déterminent l'état macroscopique du système. Chaque état microscopique possède, pour un état macroscopique défini, la même énergie E, le même nombre de particules N, et le même volume V.

### Mesure d'une grandeur
Sur la base de ce qui est dit plus haut, le sens de la mesure d'une grandeur quelconque {\displaystyle X} du système est le suivant : pendant le temps t que dure la mesure, le système évolue en passant d'un état microscopique (une réplique) à un autre. Toute mesure effectuée est nécessairement une moyenne sur le temps des différents états traversés.
Dans le cas d'un système réel, la fonction d'onde dépend du temps. À tout instant i, on peut, en quelque sorte, « photographier » le système dans un état microscopique particulier, c'est-à-dire en avoir une réplique particulière (représentée par la fonction d'onde {\displaystyle \psi _{i}}, solution de l'équation de Schrödinger). Or, nous possédons théoriquement la liste des {\displaystyle \Omega } fonctions d'onde permises et nous connaissons donc tous les états microscopiques par lesquels le système est susceptible de passer.

En résumé, la fonction d'onde totale solution du système réel est équivalente à un ensemble de fonctions d'onde, réplique du système dans chacun des états particuliers qu'il est susceptible d'occuper 
Supposons maintenant la mesure de la grandeur {\displaystyle X}. Sur base du postulat, et en considérant un ensemble de répliques d'un système où chaque réplique figure en un même nombre d'exemplaires (par exemple, une fois chacune), la valeur de la grandeur {\displaystyle X} dans chaque réplique sera notée :
La moyenne de cette grandeur calculée avec l'ensemble des répliques est alors la somme (sur tous les états microscopiques du système considéré) de la probabilité d'être dans l'état i multiplié par la valeur {\displaystyle X_{i}} de cet état :
{\displaystyle <X>~={\frac {X_{1}+X_{2}+X_{3}+\cdots +X_{i}+\cdots +X_{\Omega }}{\Omega }}=\sum _{i}{X_{i}~p_{i}}}
D'après l'hypothèse ergodique, cette moyenne doit coïncider avec la valeur moyenne mesurée sur le système réel  et est définie par
{\displaystyle <X>~=\lim _{t}~{\frac {1}{t}}\int _{0}^{t}{X(t)\mathrm {d} t}}